# جوناثان سميث (مهندس)
جوناثان سميث (بالإنجليزية: Jonathan Smith)‏ هو مهندس بريطاني، ولد في 1 فبراير 1967، وتوفي في 26 يونيو 2010.